# La Ville-du-Bois
La Ville-du-Bois je francouzské město v departementu Essonne, v regionu Île-de-France, 22 kilometrů jihozápadně od Paříže.

## Geografie
Sousední obce: Nozay, Saulx-les-Chartreux, Ballainvilliers, Montlhéry a Longpont-sur-Orge.

## Vývoj počtu obyvatel
Počet obyvatel

## Památky
- kostel Saint Fiacre z 15. století

## Osobnosti obce
- Ambroise Paré (1510 – 1590), chirurg
- Michel de Sèvre (? – ?), maltézský rytíř a politik 16. století
- Constantin Andréou (1917 – 2007), francouzsko-řecký malíř a sochař

## Partnerská města
- Tirschenreuth, Bavorsko, Německo